# Ремовка (Полтавская область)
Ремовка (укр. Ремівка) — село,
Снитинский сельский совет,
Лубенский район,
Полтавская область,
Украина.
Код КОАТУУ — 5322886203. Население по переписи 2001 года составляло 2 человека.

## Географическое положение
Село Ремовка находится на расстоянии в 1 км от села Броварки.